# Eopteranodon
Eopteranodon — рід птерозаврів родини Tapejaridae, що існував на території Китаю за ранньої крейди (барем-апт).

## Історія
Більшість матеріалу Tapejaridae джехольської біоти походить із формації Цзюфотан, і еоптеранодон є єдиним відомим представником родини з давнішої формації Їсян.
E. lii було описано 2005 року на основі BMNHC-Ph000075 (BPV-078), фрагментарного скелета. Другий зразок, D 2526, майже цілий скелет без черепа, було описано 2006-го. E. yixianensis, описаний 2023 року, залишається відомим тільки з одного зразка, IVPP V 14190, добре збереженого скелета.

## Опис
До відмінних рис еоптеранодона належать заокруглена форма передщелепного гребеня (апоморфія); видовжена (порівняно з більшістю інших Tapejaridae) форма черепа; короткий (має контакт тільки з верхньою частиною виличної) й спрямований антеровентрально медіальний відросток носової кістки; високе відношення довжини рострума до висоти передньої частини назоанторбітального отвору.
E. lii вирізняють такі характеристики: відношення довжини рострума до висоти передньої частини назоанторбітального отвору 6.60 (апоморфія); вентральна сторона передщелепної, що загинається донизу під кутом ∼13°; видовжена четверта фаланга пальця крила.
E. yixianensis вирізняється за такими ознаками: відношення довжини рострума до висоти передньої частини назоанторбітального отвору 10.88 (апоморфія); короткий назоанторбітальний отвір (35% відстані від кінця передщелепної до лускатої) (апоморфія); передщелепна опускається під кутом ∼17°; відношення довжини й висоти черепа ~5.67; гребінь зубної займає близько 42% довжини нижньої щелепи; відношення довжини плечової кістки й четвертої фаланги пальця крила ~2.17.
Еоптеранодон був доволі невеликим, як на птеродактилоїда: розмах крил E. lii складав близько 1.364 м, а E. yixianensis - 1.25 м.